# Basu (Indonésie)
Pour les articles homonymes, voir Basu.
Basu est une île dans le détroit de Malacca, dans la province indonésienne de Riau.
Administrativement, Basu fait partie du kabupaten de Bengkalis.

## Population
Basu est habitée par les Duano ou Orang Kuala ("les gens des estuaires" en malais), une population qui habite sur les deux rives du détroit de Malacca et est rangée parmi les "nomades de la mer".